# Le Joyau du halfelin
Roman sur les Royaumes oubliés
Le Joyau du halfelin (The Halfling's Gem) est un roman de R.A. Salvatore basé sur le monde imaginaire des Royaumes oubliés.
Une traduction partielle du roman anglophone a été publiée par Fleuve noir en 1995 sous le titre Le Joyau du petit homme. Une édition intégrale grand format a été publiée par Milady en 2009. Cette dernière sera disponible et en format poche prochainement.